# SP-350 Denise
SP-350 Denise («Дениза»), известна также как «ныряющее блюдце» (фр. soucoupe plongeante) — малый подводный аппарат, рассчитанный на экипаж из двух человек и глубину погружения до 400 м на срок до 4 часов (ограничено ёмкостью аккумуляторов, запас кислорода рассчитан на 24 часа). Создана Жаком-Ивом Кусто и инженером Жеаном Молларом во Французском центре подводных исследований.
Подводный аппарат перемещается благодаря управляемым водомётным движителям, позволяющим ему двигаться во всех направлениях, а также поворачиваться вокруг вертикальной оси. Члены экипажа попадают внутрь через люк на «верхней палубе» корпуса, а во время погружения лежат «бок о бок» на матрасах, наблюдая за происходящим за бортом через иллюминаторы в нижней части корпуса. Для ночных погружений и фотосъёмки на больших глубинах используются электрические лампы. При необходимости пилот может выдвинуть электрическую руку-манипулятор, чтобы поднимать объекты со дна и подносить их к иллюминатору.
Стальной прочный корпус «ныряющего блюдца» в плане имеет форму практически правильного круга диаметром 2 м, высотой 1,43 м и способен выдержать давление, превышающее 90 кг/см², что соответствует глубине порядка 900 м. На практике глубина погружения ни разу не превысила 300 м — из соображений безопасности.
SP350 имеет положительную плавучесть. Отрицательная плавучесть для погружения достигается при помощи балласта, который может быть сброшен в аварийной ситуации. Для дифферентовки пилот включает насосы и ртуть перекачивается из одной балластной цистерны в другую.
Пилоты могут аварийно покинуть «ныряющее блюдце» под водой через верхний люк, если судно погружено на глубину не более чем на 100 метров (в аквалангах или дыхательных аппаратах).
Спуск на воду и подъём лодки осуществляются с помощью судового подъёмного крана.